# Bayern Munich – FC Nuremberg en football
La rivalité entre le Bayern Munich et le FC Nuremberg se réfère à l'antagonisme entre deux des principaux clubs de football de Bavière. Le Bayern, fondé à Munich, et der Club (surnom du club de Nuremberg) sont tous les deux fondés en 1900. Bien que les deux équipes soient celles qui récoltent le plus de titres de championnat d'Allemagne (28 pour le Bayern et 9 pour le FCN), les rencontres entre elles ne sont pas considérés comme les plus importantes d'Allemagne.
Le Bayernderby (derby de Bavière) entre le Bayern Munich et le FC Nuremberg est une rivalité peu connue en Europe.

## Histoire

### Altmeister contre le FC Hollywood
Le premier match officiel a lieu après la Seconde Guerre mondiale lors de la saison 1945-1946. Les équipes évoluent alors en Öberliga Süd, championnat qui réunit les clubs de la zone d’occupation américaine située dans les futurs Länder du Bade-Wurtemberg, de Hesse et de Bavière. La Directive n° 23 (une des mesures du processus de dénazification) permet d’enlever tout signe militaire dans les clubs sportifs et à réhabiliter des clubs dissous par le régime nazi. C’est dans ce contexte que le Bayern Munich, considéré comme le « club des juifs » par le régime nazi, se trouve fortement affaibli face au FC Nuremberg qui remportent en 1948 le premier championnat national allemand de l’après-guerre après plusieurs titres (six au total) durant l’entre deux guerres, lui valant alors le surnom de Der Club en Allemagne.
La puissance de Nuremberg continue jusqu’en 1968 et la fin d’une époque, les années 1970 marquant le début de la suprématie du Bayern Munich en RFA. La génération Breitner, Maier, Hoeness, Beckenbauer et Müller écrit la première ligne d’un long palmarès pour le FCB. Cette domination s’accélère lors de la réunification allemande au début des années 1990.

### De nos jours: David contre Goliath
Auparavant club le plus titré de RFA jusqu'à la fin des années 1980, le FC Nuremberg connait plusieurs relégations (dont une en troisième division en 1996) et peine à se stabiliser en Bundesliga. Contrairement à Nuremberg, le Bayern Munich n'a jamais connu la relégation depuis son accession à l'élite en 1965. Le Bayern joue, depuis, les premiers rôles aussi bien sur la scène nationale que continentale. Ainsi, le club munichois est désormais le nouveau club le plus titré du pays et possède les trois grandes compétitions européennes (Ligue des Champions, Coupe des Coupes et Coupe UEFA) à son palmarès.
Début 2014, les fans de Nuremberg exhibent lors du derby une bâche « Südkurve » volée plusieurs années auparavant aux fans du Bayern. Cela provoque l’énervement des fans visiteurs dans leur bloc, la police doit alors prendre position pour calmer les esprits après plusieurs minutes de tension. La bâche a été volée lors d’un match de Ligue des champions entre le Bayern et le SSC Naples en novembre 2011 et n’était plus jamais apparue depuis. Une partie de cette bâche fait ensuite son apparition sur le site à enchères eBay. En effet, pour la somme de 351 euros, une personne peut acquérir cet objet tant convoité. Cependant l’authenticité du « trophée » n’est pas confirmée. La bâche étant le bien le plus précieux d’un groupe de supporter, la mise en vente de celle-ci sur internet est un véritable affront.

## Palmarès
Comparaison du palmarès du Bayern Munich et du FC Nuremberg
| Compétition                               | Titres pour Bayern Munich | Dernier titre | Titres pour FC Nuremberg | Dernier titre |
| ----------------------------------------- | ------------------------- | ------------- | ------------------------ | ------------- |
| Bundesliga                                | 33                        | 2023          | 9                        | 1968          |
| 2. Bundesliga                             | -                         | -             | 4                        | 2004          |
| Coupe d'Allemagne de football             | 18                        | 2016          | 4                        | 2007          |
| Supercoupe d'Allemagne de football        | 7                         | 2018          | -                        | -             |
| Coupe de la Ligue d'Allemagne de football | 6                         | 2007          | -                        | -             |
| Ligue des champions de l'UEFA             | 5                         | 2013          | -                        | -             |
| Coupe d'Europe des Vainqueurs de Coupe    | 1                         | 1967          | -                        | -             |
| Coupe UEFA                                | 1                         | 1996          | -                        | -             |
| Supercoupe de l'UEFA                      | 1                         | 2013          | -                        | -             |
| Coupe intercontinentale                   | 2                         | 2001          | -                        | -             |
| Coupe du monde des clubs de la FIFA       | 1                         | 2013          | -                        | -             |